# Irena Gattilusio
Irena Gattilusio (rođena Eugenija Gattilusio) (? – 1. lipnja 1440.) bila je bizantska carica, žena cara Ivana VII. Paleologa. Bila je kći Franje II. od Lezba i Valentine Dorije.
Udala se za svog bratića Ivana i rodila mu sina, cara Andronika V. Paleologa.
Nadživjela je svoga supruga i otišla na otok Lemno. Postala je redovnica. Pokopana je u crkvi koja je danas džamija Zeyrek.